# Akrecja (astronomia)
Akrecja – opadanie rozproszonej materii na powierzchnię ciała niebieskiego w wyniku działania grawitacji. Zjawisku temu może towarzyszyć wydzielanie dużej ilości energii w postaci promieniowania elektromagnetycznego, gdy opadająca materia wyświeca część utraconej grawitacyjnej energii potencjalnej. Szczególnie widowiskowa jest akrecja na obiekty zwarte – białe karły, gwiazdy neutronowe czy czarne dziury. Uważa się, że mechanizmem „zasilającym” aktywne jądra galaktyk jest właśnie akrecja materii na supermasywną czarną dziurę.
Akrecją nazywa się także wzrost cząsteczek pyłu w wyniku oddziaływań elektrostatycznych. Zjawisko to występuje na przykład w dyskach protoplanetarnych i prowadzi do formowania planetozymali. Podwójne znaczenie terminu akrecja prowadzić może do niejednoznaczności wypowiedzi, w szczególności odnośnie do takich układów jak gwiazdy typu T Tauri, w których zachodzi zarówno proces wzrostu ziaren pyłu, jak i zjawisko akrecji materii na gwiazdę centralną poprzez dysk akrecyjny.

## Typy akrecji grawitacyjnej
Przebieg procesu akrecji zależy od momentu pędu opadającej materii oraz od pola magnetycznego obiektu centralnego. Z tego punktu widzenia wyróżnia się trzy podstawowe rodzaje akrecji:
- akrecja sferyczna – zachodzi wtedy, gdy opadająca materia praktycznie nie ma momentu pędu względem centrum grawitacji, na które opada. Takie zjawisko może występować w przypadku gwiazdy pojedynczej, na którą opada materia z ośrodka międzygwiazdowego. Być może tak zachodzi także proces akrecji na masywne czarne dziury w słabo aktywnych galaktykach eliptycznych.
- akrecja dyskowa – zachodzi wówczas, gdy materia ma dostatecznie duży moment pędu, aby bezpośredni spadek na gwiazdę centralną nie był możliwy. Wokół obiektu centralnego tworzy się wówczas dysk akrecyjny, a warunkiem zachodzenia procesu akrecji jest tracenie momentu pędu przez materię. Tak przebiega proces akrecji w układach podwójnych, zawierających czarną dziurę lub gwiazdę centralną o niezbyt silnym polu magnetycznym, a także w silnie aktywnych galaktykach.
- kolumna akrecyjna – powstaje wtedy, gdy gwiazda centralna ma dostatecznie silne i stabilne globalne pole magnetyczne. Plazma w okolicy gwiazdy nie może się wtedy poruszać w poprzek linii pola magnetycznego, a tylko wzdłuż nich. Ponieważ przy powierzchni gwiazdy linie zbliżają się do gwiazdy w pobliżu bieguna, to opadanie materii zachodzi głównie w okolicach biegunowych, co prowadzi do powstania struktury przypominającej kolumnę. Tak przebiega akrecja na magnetyczne białe karły, a układy takie to polary i polary pośrednie (podklasa układów kataklizmicznych), a także na gwiazdy neutronowe o silnym polu magnetycznym, powyżej 109 Gs, np. pulsary rentgenowskie. Ostatnio zasugerowano taką geometrię akrecji dla układu BP Tauri – jednej z gwiazd typu T Tauri (Donati et al. 2008).

## Nierelatywistyczny model akrecji
Najprostszy model opadania materii na sferycznie symetryczne ciało został stworzony w 1952 roku przez Hermanna Bondiego.
Jeżeli gwiazda o masie M otoczona jest rozległym obłokiem gazu, wówczas istnieje pewna krytyczna odległość od gwiazdy, powyżej której
- cząsteczki gazu poruszają się swobodnie ruchem termicznym

czyli
- ich energia kinetyczna ruchu cieplnego jest większa od energii potencjalnej w polu grawitacyjnym gwiazdy

lub
- prędkość związana z ruchem termicznym jest większa od prędkości ucieczki

Tę odległość krytyczną można obliczyć ze wzoru
{\displaystyle r_{k}={\frac {2GM}{v^{2}}},}
gdzie:
G – stała grawitacji,
v – prędkość rozchodzenia się podłużnej fali gęstości w gazie,
lub w wygodniejszej do obliczeń postaci
{\displaystyle r_{k}=10^{12}\left(M_{s}\right)\left({\frac {10^{4}{\text{K}}}{T}}\right),}
gdzie:
Ms – masa gwiazdy wyrażona w masach Słońca,
T – temperatura gazu w odległości większej od rk od gwiazdy.
Cząstki znajdujące się bliżej gwiazdy niż wynosi prędkość graniczna, opadają na gwiazdę swobodnie. Prędkość opadania masy gazu na gwiazdę centralną jest zdefiniowana równaniem
{\displaystyle {\frac {dM}{dt}}={\frac {4\pi G^{2}M^{2}\rho }{v^{2}}},}
gdzie:
ρ – jest gęstością gazu w strefie powyżej odległości granicznej.